# Maria Zofia Pulinowa
Maria Zofia Pulinowa (ur. 17 sierpnia 1938 we Lwowie, zm. 24 listopada 2015) – polska geograf, specjalizująca się w geomorfologii, metodyk nauczania geografii, doktor habilitowana.

## Życiorys
Od 1945 mieszkała w Krakowie, gdzie ukończyła liceum pedagogiczne. Absolwentka geografii Wyższej Szkoły Pedagogicznej w Krakowie z 1961 r. W 1972 obroniła doktorat w Instytucie Geografii Polskiej Akademii Nauk, a w 1989 r. uzyskała habilitację na Uniwersytecie Wrocławskim. Od 1976 r. była wykładowczynią na Uniwersytecie Śląskim, w tym profesorem uczelnianym od 1991 do 2008 r. Członek Polskiego Towarzystwa Geologicznego.
W działalności naukowej specjalizowała się w badaniach zjawisk i procesów geomorfologicznych zachodzących w górach, zwłaszcza osuwisk, którym poświęciła pracę magisterską i doktorską. Jest autorką lub współautorką przeszło 180 publikacji geograficznych oraz poświęconych dydaktyce geografii.
Od 2001 r. do śmierci była przewodniczącą rady programowej pisma „Przyroda Górnego Śląska”.
Żona profesora Mariana Puliny.
W 2002 r. została uhonorowana odznaką „Zasłużony dla Miasta Sosnowca”.